# ۹۷ (پیش از میلاد)
۹۷ (پیش از میلاد) ۹۷مین سال قبل از تقویم میلادی است.